# Jonsu

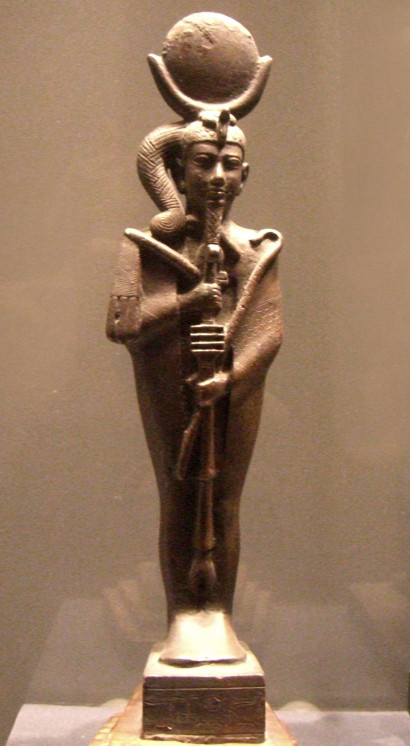
Estatuilla de Jonsu, en el Museo del Louvre.

Jonsu (antiguo egipcio: ḫnsw; también transcrito como Chonsu, Khensu, Khons, Chons o Khonshu) es el antiguo dios egipcio de la Luna. Su nombre significa "viajero", y esto puede relacionarse con el viaje nocturno percibido de la Luna a través del cielo. Junto con Thoth marcó el paso del tiempo. Khonsu tuvo un papel decisivo en la creación de nueva vida en todas las criaturas vivientes. En Tebas, formó parte de una tríada familiar (la "tríada tebana"), en donde Mut era su madre y Amón, su padre.

Jonsu momiforme, con disco lunar.

Jonsu como halcón, portando el anillo lunar.

## Iconografía
Hombre barbado en posición de marcha (Imperio Antiguo), que se transforma en un niño momiforme, coronado por una Luna creciente y disco lunar; con uraeus y coleta lateral, como distintivo de juventud; porta un cetro uas, con dyed, anj, heqa (cayado) y nejej (mayal), y a veces, el collar menat sobre el pecho o en las manos. 
También se le representó como hombre con cabeza de halcón, coronado con el disco lunar y una Luna creciente; y otras variantes, como babuino (considerado como animal lunar por los antiguos egipcios), toro o doble toro (en su actividad germinadora y en la Duat).
En época tardía, fue representado como "dios que aleja los espíritus del mal", dios curandero.

## Mitología
El nombre de Jonsu refleja el hecho de que la Luna (conocida como Iah en egipcio) viaja a través del cielo nocturno, ya que significa "viajero", y también tenía los títulos "Abrazador", "Pionero" y "Defensor", como era pensado para velar por los que viajan de noche. Como dios de la luz en la noche, Jonsu fue invocado para proteger contra los animales salvajes y ayudar con la curación. Se decía que cuando Jonsu hizo brillar la luna creciente, las mujeres concibieron, el ganado se volvió fértil y todas las fosas nasales y todas las gargantas se llenaron de aire fresco.

## Atributos
En el arte, Jonsu se representa típicamente como una momia con el símbolo de la infancia, un mechón de cabello lateral, así como el collar menat con cayado y mayal. Tiene estrechos vínculos con otros niños divinos como Horus y Shu. A veces se le muestra con una cabeza de águila o halcón como Horus, con quien se le asocia como protector y sanador, adornado con el disco solar y la luna creciente.
Jonsu se menciona en los Textos de las Pirámides y los Textos de los Sarcófagos, en los que se lo representa en un aspecto feroz, pero no se eleva a la prominencia hasta el Nuevo Reino, cuando se lo describe como el "Dios más grande de los grandes dioses". La mayor parte de la construcción del complejo del templo en Karnak se centró en Jonsu durante el período ramésida. Su templo en Karnak se encuentra en un estado de conservación relativamente bueno, y en una de las paredes se representa un mito de la creación en el que Jonsu se describe como la gran serpiente que fertiliza el Huevo Cósmico en la creación del mundo.
La reputación de Jonsu como sanador se extendió fuera de Egipto; una estela registra cómo una princesa de Bekhten se curó instantáneamente de una enfermedad tras la llegada de una imagen de Jonsu. El rey Ptolomeo IV, después de que se curó de una enfermedad, se llamó a sí mismo "Amado de Jonsu que protege a Su Majestad y ahuyenta a los espíritus malignos".
Los lugares del culto de Jonsu fueron Menfis, Hibis y Edfu.

## Sincretismo
Se le fusionó con el dios Iah, tomando su nuevo aspecto y funciones. Es posible que durante el Imperio Medio acaeciera su inclusión en las regiones de Gebelein y Tebas, tomando los atributos de Osiris, Ptah, Hathor y Thot, afianzándose en el Imperio Nuevo al integrarse en la mitología local. En el norte, Herishef pudo ser una forma de Jonsu.

## Epítetos
Se le asignan los epítetos de “Cerrojo de la juventud”, “El que atraviesa” o “El viajero” (como dios lunar).

## Culto
Su templo principal se encuentra en Karnak, dentro del recinto del templo de Amón.
En Kom Ombo fue adorado como hijo de Sobek y Hathor.

## Nombre teofórico
Su nombre forma parte de nombres de autoridades como Dyedjonsuefanj, Sumo sacerdote de Amón en Tebas.
| Aa1 · n | M23 | w | A40 |

| Aa1 · n | M23 | w | A40 |

## En la cultura popular
En Las crónicas de Kane (2010-2012) de Rick Riordan, una serie de aventuras inspirada en los mitos egipcios, Osiris permite a Jonsu visitar a los personajes principales, Sadie y Carter, que necesitan tres horas para pasar por las Casas de la Noche. Explicó que, como dios de la luna, podía otorgarles las horas que necesitaran, pero la única forma en que les otorgaría tres horas es si apostaban su Rens, o nombre secreto, una palabra que tenía un gran poder sobre un alma, en un juego de Senet, un juego de mesa del Antiguo Egipto. Daría una hora por cada pieza del juego que sacaran del tablero, pero por cada pieza del juego que sacaba del tablero, tomaba un Ren. Después de recibir consejo de un dios y amigo, Bes, los personajes principales hicieron un movimiento que sacó su tercera pieza del tablero, pero luego permitió a Jonsu sacar una pieza del tablero también. Entonces Jonsu tomó el nombre secreto de Bes y su cuerpo, a pesar de no ser parte del acuerdo. Luego desapareció antes de que Carter pudiera atacarlo.
En Marvel Comics, el personaje Moon Knight es el avatar de Khonshu y también es conocido como «El Puño de Khonshu». Khonshu le otorga habilidades sobrenaturales para luchar contra el mal en su nombre, pero también lo vuelve loco lentamente. La fuerza, la resistencia y los reflejos del Caballero Luna se mejoran según las fases de la luna. Durante el Volumen 2, Moon Knight recibe armas especiales del culto de Khonshu. Khonshu también aparece en la serie de televisión de Marvel Cinematic Universe (MCU) Moon Knight, con la voz de F. Murray Abraham.
En la serie web Worm, Jonsu es el nombre que se le da a uno de los Endbringers, un monstruo gigante de la serie que puede manipular el tiempo.
En la novela Las garras del tiempo de Jason Charles, Jonsu envía a la protagonista femenina Dimiza / River quinientos veinte años en el futuro (de 1483 a 2003) para escapar de ser ejecutada por su amante, el Rey Ricardo III, a quien ayudó a convertirse en rey. 
En la serie de películas Night at the Museum, la Tableta de Ahkmenrah, que da a los objetos inanimados la capacidad de cobrar vida por la noche, está impulsada por Jonsu. El faraón Ahkmenrah, uno de los personajes principales de las películas, recibió de sus padres la tablilla mágicamente bendecida poco antes de su muerte, con la intención de otorgarle la vida eterna. Miles de años después, cuando se excava su tumba, su momia y la tableta junto con ella, se llevan al Museo de Historia Natural, donde sus poderes (probablemente sin querer) se extienden al resto de las exhibiciones del museo. En la tercera entrega, Secret of the Tomb, se revela que se requiere la exposición a la luz de la luna para recargar los poderes de la tableta. Esto se explica por las profundas asociaciones de Jonsu con la luna. Las conexiones de la deidad con la curación y la fertilidad también pueden estar relacionadas con sus propiedades vivificantes.